# Uludere-Vorfall
Der Uludere-Vorfall oder das Roboski-Massaker (auch Uludere-Massaker) bezeichnet einen in den Abendstunden des 28. Dezember 2011 durchgeführten Luftschlag der türkischen Luftstreitkräfte in Uludere nahe Ortasu in der Provinz Şırnak (Uludere-Operation). Hierbei wurden unweit der türkisch-irakischen Grenze bei einem Bombardement türkischer Kampfflugzeuge vom Typ F-16 34 überwiegend jugendliche kurdische Zivilisten getötet. Nur eine Person überlebte den Angriff schwerverletzt. Offiziellen Darstellungen zufolge handelte es sich bei den getöteten Männern um Schmuggler, die Diesel, Tabakwaren und Zucker aus dem Irak illegal in die Türkei einführten. Hierbei sollen sie verborgene Wege genutzt haben, die nach Darstellung der türkischen Regierung ausschließlich von Kämpfern der Arbeiterpartei Kurdistans (PKK) genutzt wurden. Die PKK wird in der Türkei sowie in der EU und den USA als Terrororganisation eingestuft. 24 der Getöteten gehörten der Familie Encü an.
Der Generalstab der Streitkräfte erklärte später, dass die militärische Aufklärung am besagten Tag um 18:39 Uhr auf die Menschengruppe aufmerksam wurde. Da sich die Männer auf Wegen befanden, die vornehmlich von PKK-Kämpfern genutzt wurden, führten die Streitkräfte zwischen 21:37 Uhr und 22:24 Uhr eine Operation aus der Luft durch. Am 16. Mai 2012 erklärte ein Beamter des US-Verteidigungsministeriums zunächst, die Operation auf Grundlage von Informationen durchgeführt zu haben, die die türkischen Streitkräfte von den USA erhalten hätten, später jedoch revidierte die Führung der Streitkräfte diese Aussage wieder.
Kurz nach dem Tod der Zivilisten versammelten sich NGOs und begannen, die Ereignisse unabhängig zu untersuchen, da man befürchtete, dass staatliche Ermittler an einer lückenlosen Aufklärung der Umstände nicht interessiert sein könnten. Die türkische Vereinigung für Menschenrechte (İHD) und die Vereinigung für Menschenrechte und Solidarität (Mazlumder) bewerteten die Geschehnisse als Massenmord und kritisierten, dass die türkische Regierung keine politische Verantwortung übernommen habe.

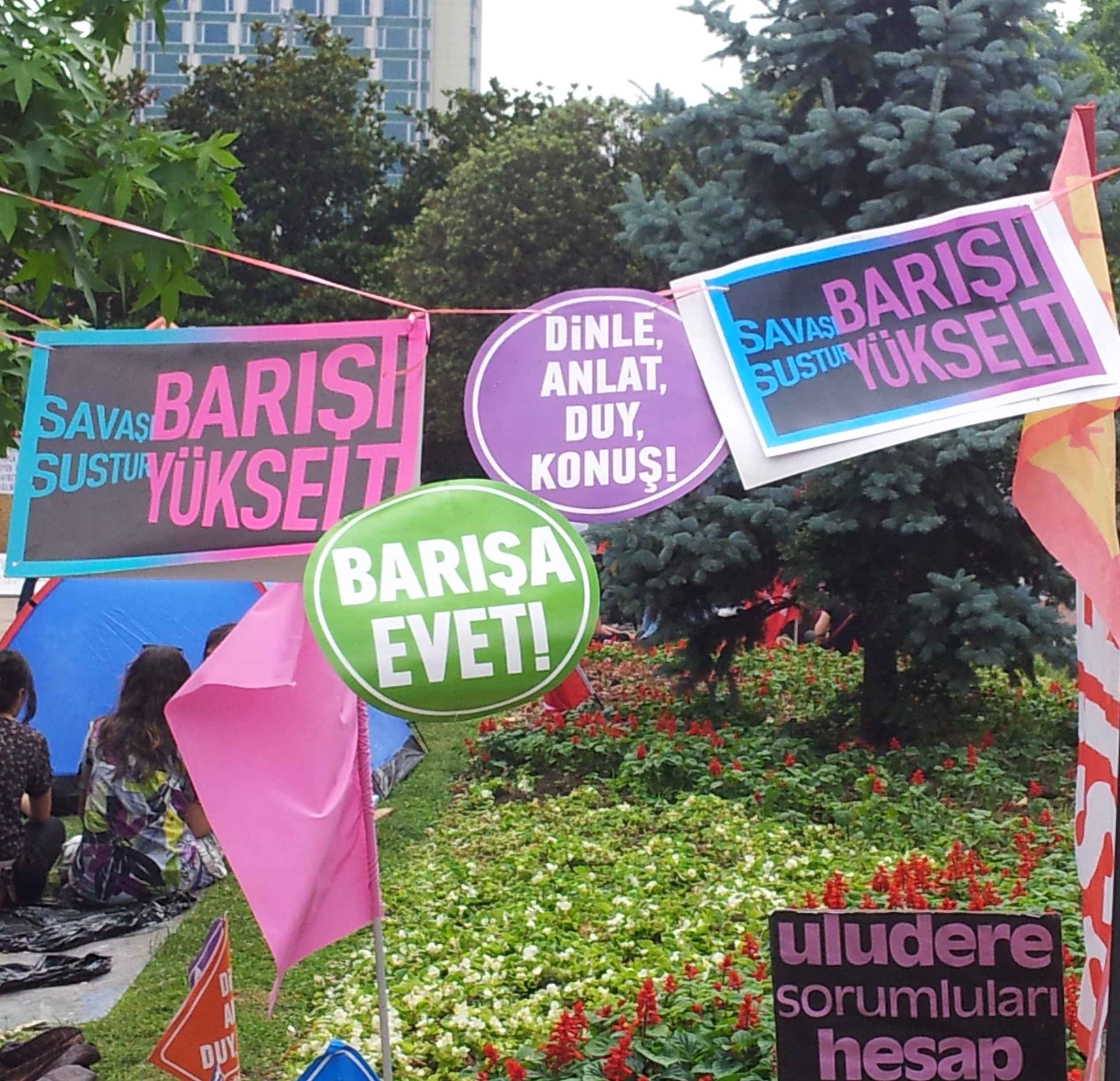
Banner (rechts unten) für die Zur-Rechenschaft-Ziehung der Verantwortlichen des Angriffs von Uludere während der Proteste im Gezi-Park 2013

## Internationale Kritik
Die Ereignisse fanden auch Einzug in die Berichterstattung ausländischer Presseerzeugnisse. Die BBC titelte "Luftangriff tötete kurdische Dorfbewohner". CBS News kritisierte, dass die "Leichname auf Karren und mit Traktoren transportiert" werden mussten. Daily Mail titelte: "Schmuggler getötet weil man sie für Militante hielt". "Türkischer Luftangriff tötet Kurden" lautete die Überschrift des The Wall Street Journal. "Türkische Luftwaffe bombardiert kurdisches Dorf. Tötet 35 Zivilisten" titelte die französische Zeitung Le Monde. "Mit der PKK verwechselt. Deshalb tötet Armee 35 Kurden" war in der französischen Zeitung Liberation zu lesen. Der damalige Präsident des Europäischen Parlaments Martin Schulz bezeichnete den Tod der Zivilisten als Katastrophe.

## Finanzielle Entschädigung für Hinterbliebene
Am 3. Januar 2012 erklärte der stellvertretende Ministerpräsident Bülent Arınç, dass es unangemessen sei, eine offizielle Entschuldigung von Vertretern der Regierung oder des Staates zu erwarten. Man sei aber bereit, die Familien finanziell zu entschädigen.
Im Februar 2012 lehnten alle Familien der Opfer die vom Staatspräsidenten Recep Tayyip Erdoğan in Aussicht gestellten Entschädigungszahlungen in Höhe von insgesamt 4,12 Millionen Türkische Lira geschlossen ab. In einer öffentlichen Kundgebung erklärten Vertreter der Opferfamilien, dass man eine solche Entschädigung als Blutgeld erachte und daher nicht akzeptieren könne.

## Berichte des Türkischen Parlaments
Um den Vorfall aufzuklären, gründete das Türkische Parlament einen Untersuchungsausschuss. Die prokurdische Partei BDP wandte sich zudem an den Internationalen Strafgerichtshof. In ihrem Antrag baten Parteivertreter um eine lückenlose Aufklärung mithilfe internationaler Organisationen, da man den Verdacht habe, dass die Türkische Republik zur Wahrheitsfindung nicht beitragen werde. In ihrem Abschlussbericht stellte der Menschenrechtsausschuss des türkischen Parlaments fest, dass bei den zum Tod der kurdischen Zivilisten führenden Ereignisse zu keinem Zeitpunkt Vorsatz vorgelegen habe und stellte hierauf seine Untersuchungen ein.

## Strafrechtliche Ermittlungen
Die Generalstaatsanwalt Diyarbakir erklärte im Juni 2013, dass sie sachlich nicht zuständig sei und übergab das Verfahren an die Staatsanwaltschaft der Türkischen Streitkräfte. Die Staatsanwaltschaft der Streitkräfte erklärte am 7. Januar 2013, dass alle am Luftangriff beteiligten Armeeangehörigen im Rahmen der gesetzlichen Bestimmungen gehandelt haben und man im Nachhinein keine Missachtung von Dienstvorschriften oder gesetzlichen Vorgaben erkennen könne. Daher lägen keine hinreichenden Gründe vor ein gerichtliches Verfahren gegen Angehörige der Streitkräfte einzuleiten. Das Verfahren wurde eingestellt.

## Türkisches Verfassungsgericht
Die Anwälte der Hinterbliebenen strengten im Juli 2014 erfolglos ein Verfahren vor dem türkischen Verfassungsgericht an. In einer 28 Seiten umfassenden Stellungnahme erklärte das Justizministerium gegenüber der mit dem Verfahren betrauten Kammer des Verfassungsgericht, dass "im Rahmen eines Verfahrens ans Tageslicht kommendes Fehlverhalten nicht automatisch den Schluss zulasse, dass unverhältnismäßig Gewalt angewendet wurde. Im Gegenteil könnte ein solches Verfahren den Staat als solchen und seine Beamte gefährden."

## Beteiligung der USA
Einem Bericht von The Wall Street Journal nach wurden die getöteten Kurden zuerst von einer US-amerikanischen Drohne vom Typ Predator entdeckt. In Ankara stationierte Soldaten der US-Armee sollen türkische Verbindungsoffiziere über ihre Entdeckung informiert haben, jedoch auch mitgeteilt haben, dass man nicht ausschließen könne, dass es sich bei der Gruppe junger Männer um Zivilisten handele. Dem Bericht zufolge haben die US-Streitkräfte ihre Hilfe bei der weiteren Aufklärung angeboten. Die türkische Seite habe dieses Angebot jedoch ausgeschlagen und die US-Soldaten aufgefordert, die Drohne unverzüglich zu entfernen. Der Generalstab der Türkischen Streitkräfte dementierte diesen Bericht und erklärte, dass es eine Drohne der Türkischen Streitkräfte war, die die kurdischen Zivilisten entdeckte.
Am 25. November 2013 erklärte der betreffende türkische Drohnen-Pilot Ali Ihsan Sahin gegenüber einem Militärstaatsanwalt bei seiner Zeugenaussage, dass es zunächst eine Predator-Drohne der US-Armee gewesen sei, die die Bewegungen der getöteten Kurden feststellte und erst hierauf die Türkischen Streitkräfte aktiv wurden.

## Ungeklärte Verwicklung des Geheimdienstes MİT
Der Leiter des türkischen Geheimdienstes MİT Hakan Fidan erklärte im Januar 2012, dass seiner Behörde keinerlei Fehlverhalten nachgewiesen werden könne. Der MİT sei mit dem Vorfall nicht betraut gewesen und habe zu diesem keinerlei Informationen oder Erkenntnisse gewonnen, noch falsche Informationen weitergegeben.
Der Innenminister İdris Naim Şahin teilte jedoch im November 2014 auf einer Pressekonferenz mit, dass durch hochrangige Führungspersönlichkeiten des MİT die Türkischen Streitkräfte am besagten Tag darüber informiert wurden, dass ein führendes Mitglied der PKK, Bahoz Erdal, jeden Moment die türkisch-irakische Grenze überqueren werde. Die Streitkräften hätten nachgefragt, ob diese Information gesichert sei und der Geheimdienst MİT habe auf der Richtigkeit der Information über den Verbleib von Erdal beharrt. Der Innenminister erklärte, dass der Luftangriff tragischerweise nur stattgefunden habe, weil die Kommunikation mit dem Geheimdienst ungenau war.
Im Juli 2015 berichtete die auflagenstarke Tageszeitung Cumhuriyet, dass in einem Bericht, der vom Generalstab der Streitkräfte an die Generalstaatsanwaltschaft Diyarbakir übermittelt wurde, der MİT Informationen weitergegeben habe, dass Erdal sich in der Planung weiterer Anschläge befände und diese Information gesichert sei. Es sei schließlich der MİT gewesen, dessen Informationen nach Darstellung der Streitkräfte zum Luftangriff auf die Zivilisten geführt habe.
Weiterhin berichtete die Cumhuriyet, dass nach Aussagen von Zeugen und Beschuldigten, mehrere Armee-Angehörige die kurdischen Zivilisten als solche erkannt hatten und der Generalstab trotz dieser Warnung dennoch den Befehl zur Bombardierung erteilte.

## Kultur und Gedenken
Im Gedenken an die Verstorbenen stellte der Dokumentarfilmer Ümit Kıvanç im November 2012 seine Reportage "Ağlama Anne, Güzel Yerdeyim" (zu deutsch: "Weine nicht, Mama. Ich bin an einem guten Ort.") vor. Der britische Drehbuchautor Anders Lustgarten thematisierte das Roboski-Massaker im März 2015 bei der Aufführung seines Bühnenspiels "Shrapnel: 34 Fragments of a Massacre" in London. Ein im Jahr 2013 von der Stadt Diyarbakir erbautes Mahnmal wurde in der ersten Januar-Woche 2017 wieder entfernt, nachdem die Oberbürgermeisterin Gülten Kisanak verhaftet und durch einen von der Zentralregierung in Ankara entsendeten Zwangsverwalter ersetzt wurde.